# Adrián Ben
Adrián Ben Montenegro  (Vivero, 4 de agosto de 1998) es un deportista español que compite en atletismo, especialista en las carreras de mediofondo.
Ganó una medalla de oro en el Campeonato Europeo de Atletismo en Pista Cubierta de 2023, en la prueba de 800 m. Participó en los Juegos Olímpicos de Tokio 2020, ocupando el quinto lugar en la misma prueba.

## Trayectoria deportiva
En 2017 Adrián Ben consiguió su primera medalla internacional, en el Campeonato de Europa Sub-20, donde fue bronce en su entonces prueba favorita, los 1500 metros.
En 2019 participó en el Campeonato de Europa Sub-23, donde no consiguió acceder a la final de 1500 m. Sin embargo, pocos días después consiguió hacer la mínima para participar en el Campeonato Mundial absoluto en una prueba menos habitual para él, los 800 m. En el mundial, pese a tener una de las peores marcas de todos los participantes, consiguió su mayor éxito hasta ese momento, logrando llegar a la final y terminando sexto; esta era la mejor clasificación de un atleta español en los 800 metros de un mundial en toda la historia.
Tras su éxito en Doha siguió dedicándose a los 800 metros y en los Juegos Olímpicos de Tokio 2020, disputados en 2021, consiguió mejorar su clasificación al acabar quinto en la final de su prueba.
En 2023 consiguió su primer título internacional absoluto al vencer en los 800 m del Campeonato de Europa en pista cubierta. En verano volvió a correr la final del Campeonato del Mundo, alcanzando la cuarta posición.
En 2024 volvió a correr una final internacional, la del Campeonato de Europa, donde acabó en sexta posición tras tropezar con un rival y casi caer al suelo. En los Juegos Olímpicos de ese año, en cambio, no consiguió pasar de la primera ronda.
En 2025 volvió al 1500 m y corrió la final del Campeonato del Mundo en pista cubierta, donde acabó sexto. Al aire libre formó parte del equipo español en el Campeonato de Europa por Equipos y acabó cuarto en la prueba de 1500 m.
Adrián Ben entrena en Madrid a las órdenes de Arturo Martín, en un grupo que también incluye otros atletas como su pareja, Águeda Marqués.
Estudió Fisioterapia, carrera que comenzó en la Universidad Complutense de Madrid y continuó en la Universidad Camilo José Cela.

## Palmarés internacional
| Campeonato Europeo en Pista Cubierta | Campeonato Europeo en Pista Cubierta | Campeonato Europeo en Pista Cubierta | Campeonato Europeo en Pista Cubierta |
| Año                                  | Lugar                                | Medalla                              | Prueba                               |
| ------------------------------------ | ------------------------------------ | ------------------------------------ | ------------------------------------ |
| 2023                                 | Estambul (Turquía)                   | Medalla de oro                       | 800 m                                |

## Competiciones internacionales
| Año  | Competición                            | Sede      | Puesto            | Prueba            | Marca   |
| ---- | -------------------------------------- | --------- | ----------------- | ----------------- | ------- |
| 2015 | Campeonato Mundial Juvenil             | Cali      | 6.º               | 2000 m obstáculos | 5:45.59 |
| 2016 | Campeonato Europeo de Campo a Través   | Chia      | 8.º               | Sub-20            | 17:30   |
| 2016 | Campeonato Mundial Sub-20              | Bydgoszcz | 18.º (s.)         | 1500 m            | 3:47.88 |
| 2017 | Campeonato Mundial de Campo a Través   | Kampala   | 74.º              | Sub-20            | 27:15   |
| 2017 | Campeonato Europeo Sub-20              | Grosseto  | Medalla de bronce | 1500 m            | 3:57.32 |
| 2018 | Campeonato de Europa                   | Berlín    | 17.º (s.)         | 1500 m            | 3:42.81 |
| 2019 | Campeonato de Europa en pista cubierta | Glasgow   | 14.º (s.)         | 1500 m            | 3:48.24 |
| 2019 | Campeonato Europeo Sub-23              | Gävle     | 13.º (s.)         | 1500 m            | 3:47.78 |
| 2019 | Campeonato Mundial                     | Doha      | 6.º               | 800 m             | 1:45.58 |
| 2021 | Juegos Olímpicos                       | Tokio     | 5.º               | 800 m             | 1:45.96 |
| 2022 | Campeonato del Mundo                   | Eugene    | 25.º (s.)         | 800 m             | 1:46.71 |
| 2022 | Campeonato de Europa                   | Múnich    | 15.º (sf.)        | 800 m             | 1:49.26 |
| 2023 | Campeonato de Europa en Pista Cubierta | Estambul  | Medalla de oro    | 800 m             | 1:47.34 |
| 2023 | Juegos Europeos                        | Chorzów   | 8.º               | 800 m             | 1:47.36 |
| 2023 | Campeonato del Mundo                   | Budapest  | 4.º               | 800 m             | 1:44.91 |
| 2024 | Campeonato de Europa                   | Roma      | 6.º               | 800 m             | 1:46.54 |
| 2024 | Juegos Olímpicos                       | París     | 5.º (s.)          | 800 m             | 1:45.03 |
| 2025 | Campeonato del Mundo en pista cubierta | Nankín    | 6.º               | 1500 m            | 3:39.96 |
| 2025 | Campeonato de Europa por Equipos       | Madrid    | 4.º               | 1500 m            | 3:40.31 |

1. ↑  1:43.92  en semifinal.
2. ↑  8.º en la repesca (1:45.37).

## Marcas personales
| Prueba      | Marca     | Lugar    | Fecha                |
| ----------- | --------- | -------- | -------------------- |
| 800 metros  | 1:43.92   | Budapest | 24 de agosto de 2023 |
| 1500 metros | 3:33.50   | Chorzów  | 16 de julio de 2023  |
| 3000 metros | 7:53.66 i | Orense   | 8 de enero de 2023   |

| Prueba      | Marca   | Lugar  | Fecha                 |
| ----------- | ------- | ------ | --------------------- |
| 800 metros  | 1:45.39 | Madrid | 28 de febrero de 2025 |
| 1500 metros | 3:36.95 | Nankín | 21 de marzo de 2025   |
| 3000 metros | 7:53.66 | Orense | 8 de enero de 2023    |